# Asom Gana Parishad
Pour les articles homonymes, voir AGP.
L'Asom Gana Parishad ("Association des peuples de l'Assam" en assamais) ou AGP est un parti politique régional indien dans l'Assam. Fondé en 1985, il a formé le gouvernement de cet État de l'Union indienne entre 1985 et 1989 et entre 1996 et 2001. Il revendique la défense de l'identité assamaise face aux influences ou immigrations hindi et bengali. Il n'est allié à aucune de deux principales formations politiques indiennes (BJP et Congrès national indien). Il a remporté deux sièges à la Lok Sabha (parlement indien) lors des élections législatives de mai 2004.

## Histoire
L'AGP est né en Assam d'un mouvement contre l'immigration clandestine en provenance du Bangladesh, mené par le syndicat d'étudiants All Assam Students Union (AASU) entre 1979 et 1985, connu sous le nom d'Agitation de l'Assam (Assam Agitation). Pendant des années, de nombreux Assamais ont été se plaindre contre cette immigration, car ils craignaient que cela modifie la composition démographiques, sociales et économiques de l'État. En 1979, l'AASU a entamé un mouvement de protestation pacifique réclamant le recensement de tous les immigrants illégaux en Assam, la radiation de leurs noms des listes électorales, et à l'expulsion de tous ceux d'entre ayant contrevenu à la loi. 
Ce mouvement s'est poursuivi pendant six ans. L'élection de l'Assemblée régionale a eu lieu en 1983 dans cette atmosphère emplie de manifestations. À cette occasion, l'AASU a constitué l'All Assam Gana Sangram Parishad (AAGSP), regroupement de représentants de divers organismes, dont l'Asam Sahitya Sabha (Société littéraire de l'Assam), deux partis politiques régionaux (l'Asom Jatiyabadi Dal et le Purbanchaliya Loka Parishad), ainsi que plusieurs organisations syndicales régionales. 
Plusieurs discussions avec les gouvernements indiens successifs à New Delhi ont conduit à la signature de l'Accord de l'Assam le 15 août 1985, entre l'AASU et le gouvernement local, parrainé par le Premier ministre indien Rajiv Gandhi. À la suite de cet accord, l'assemblée régionale de l'Assam a été dissoute et le gouvernement assamais dirigé par Hiteswar Saikia, du Congrès national indien, arrivé au pouvoir en février 1983, a démissionné.
Une convention nationale du peuple d'Assam, organisée à Golaghat en octobre 1985, aboutit à la constitution d'un nouveau parti politique régional baptisé Asom Gana Parishad. Le comité exécutif de l'AASU est alors dissout lors d'une convention à Lakhimpur en septembre, et Prafulla Kumar Mahanta, le président de l'AASU pendant l'Agitation de l'Assam, est élu en tant que président du comité exécutif du nouveau parti. Les deux autres partis régionaux, l'Asom Jatiyabadi Dal et le Purbanchaliya Loka Parishad fusionne avec l'AGP, et les membres d'autres organisations ayant participé au mouvement rejoignent également le parti.
L'AGP participe aux élections de l'Assemblée régionale en décembre 1985 et remporte 67 des 126 sièges, auxquels viennent s'ajouter 7 des 14 sièges de la représentation de l'Assam à la Lok Sabha (parlement fédéral). L'AGP forme donc le gouvernement de l'Assam, et Prafulla Kumar Mahanta, âgé de 31 ans, en devient le chief minister jusqu'en 1990, puis lors d'un second mandat de 1996 à 2001 (entre-temps, le parti du Congrès est revenu au pouvoir).
En mars 1991, l'AGP subit une scission lorsque le secrétaire général Bhrigu Kumar Phukan et l'ancien député Dinesh Goswami, avec d'autres, forment ld Natun Asom Gana Parishad (natun signifiant "nouveau" en assamais). Cette faction est revenue au bercail de l'AGP en 1992. En 2000, un autre membre du parti, Atul Bora, quitte l'AGP et forme le Trinamool Gana Parishad, qui s'allie avec le parti nationaliste hindou BJP.
Après un second mandat de Prafulla Kumar Mahanta, le parti du Congrès reprend le pouvoir en Assam. De nombreuses allégations de corruption au cours de son mandat, impliquant des assassinats, sont soulevées contre Mahanta, par ailleurs accusé d'avoir fait preuve d'immobilisme. Cela conduit à sa chute en tant que président du parti, puis à son exclusion de l'AGP en juillet 2005, après avoir été accusé d'activités anti-parti. Mahanta forme alors son propre parti, l'Asom Gana Parishad (Progressive) ou AGP (P), qui n'a remporté qu'un seul siège lors des élections de l'Assemblée régionale en 2006.
En 2008, un processus a été entamé pour concilier les divergences entre toutes les factions issues de l'AGP et rassembler tout le monde au nom du nationalisme assamais. En octobre 2008, tous les groupes dissidents se sont réconciliés à Golaghat ville historique. En 2010, Mahanta a de nouveau été désigné comme chef de l'opposition à l'assemblée régionale de l'Assam.
Au niveau fédéral, l'AGP fait partie de l'Alliance démocratique nationale, coalition existant depuis 1998, et formée de partis nationalistes et régionaux, dirigée par le BJP, au pouvoir en Inde entre 1998 et 2004. Depuis les élections générales de 2009, l'AGP ne dispose que d'un seul siège, dans l'opposition, à la Lok Sabha. 